# شهرستان یورکا (نوادا)
شهرستان یورکا یکی از شهرستان‌های ایالت نوادا در آمریکاست. جمعیت آن بر طبق آمارهای سال ۲۰۱۰ برابر است با ۱٫۹۸۷ نفر. همچنین مساحت این شهرستان معادل ۱۰٫۸۲۶ کیلومترمربع است که از این مقدار تنها ۰٫۱۰٪ ان پهنه‌های آبی است.

## پیوند
- وبگاه رسمی